# 超完全犯罪の女医
超完全犯罪の女医は1998年11月7日にテレビ朝日系･土曜ワイド劇場枠で放送された二時間サスペンスドラマ。
- 正式名『超完全犯罪の女医～双子の弟を殺した若妻を許さない!淡路島～明石海峡大橋･･･史上まれに見る復讐計画～』
- 主演・浅野ゆう子。

浅野は2000年-2002年の土曜ワイド劇場「完全犯罪の女シリーズ」でも主演をしている。

## 出演
- 高見沢名緒：浅野ゆう子
- 安藤るり：細川直美
- 秋田和彦：永島敏行
- 高見沢直人：緒形幹太
- 山本刑事：でんでん
- 安藤達也：和泉史郎
- 岩倉しず子：池田道枝
- 村越一平：小川隆市
- 田島刑事：山田明郷
- 青木刑事：水谷誠詞
- 小川美保
- 小川ひとみ
- 水谷誠詞

## 主題歌
- 松田聖子『あなたのその胸に』

## 製作
- 監督・池広一夫
- 助監督・宮坂清彦
- 脚本・篠崎好
- 原作・カトリーヌ・アルレー
- 制作・テレビ朝日、東映